# Чемпионат IMSA по гонкам на спорткарах
Чемпионат IMSA по гонкам на спорткарах (англ. IMSA SportsCar Championship, спонсорское наименование: IMSA WeatherTech SportsCar Championship) — чемпионат по автогонкам на спортивных автомобилях, проводимый американской ассоциацией IMSA (International Motor Sports Association — Международная ассоциация автоспорта) в США и Канаде. Возник после объединения Американской серии Ле-Ман и чемпионата Rolex Sports Car Series (также известного как чемпионат спорткаров Grand-Am) в 2014 году. Главным событием чемпионата является открывающая его гонка - 24 часа Дейтоны. Чемпионат включает в себя как гонки на выносливость (от 6 до 24 часов), так и спринтерские гонки протяжённостью менее 3 часов.

## История
5 сентября 2012 года было объявлено об объединении двух автоспортивных организаций — Grand-Am и IMSA, что привело к объединению их двух главных чемпионатов. На 2013 год обе серии были сохранены, а с 2014 года возник объединённый чемпионат. Первоначально он именовался объединённым чемпионатом по гонкам на спорткарах (англ. United SportsCar Championship). Текущее название чемпионат носит с 2016 года.

## Классы автомобилей и зачёты
Чемпионат проводится как для спортпрототипов, так и для машин Gran Turismo. По состоянию на 2021 год к участию допускаются классы спортпрототипов Daytona Prototype International (DPi), LMP2, LMP3, а также классы автомобилей GT: GTLM (GT Le Mans, соответствует классу GT Endurance по классификации FIA) и GTD (GT Daytona, соответствует классу GT3). До 2019 года прототипы Дейтоны и LMP2 состязались в едином классе прототипов, до 2017 года существовал младший класс прототипов Prototype Challenge (PC). С 2022 года класс GTLM отменяется, а из класса GTD выделяется профессиональный класс GTD-Pro для команд с заводской поддержкой. С 2023 года на смену классу DPi придёт класс гиперкаров (LMH и LMDh).
Во всех классах чемпионата существуют зачёты пилотов и экипажей (учитываются все результаты определённой машины). В классе DPi и во всех классах GT, кроме того, существует зачёт производителей, в который идёт результат лучшей машины каждого производителя в каждой гонке.
Все стартовавшие пилоты получают очки за гонку (сошедшие экипажи считаются классифицированными в соответствии с пройденной до схода дистанцией). Кроме того, вдесятеро меньшие, чем за гонку, очки даются за все места в квалификации. Все этапы (и длинные, и спринтерские) приносят одинаковое количество очков за соответствующие места. За победу в гонке присуждается 300 очков.
Кроме общего зачёта сезона, во всех классах есть отдельный зачёт гонок на выносливость, называющийся Michelin Endurance Cup. Для него действуют отдельные правила подсчёта: очки присуждаются только трём первым экипажам каждого класса (по системе 5-4-3, остальные классифицированные получают по 2 очка), и за гонку очки начисляются 2-4 раза в зависимости от продолжительности. Например, в «24 часах Дейтоны» очки получают после 6, 12, 18 и 24 часов.

## Этапы
По состоянию на 2021 год календарь чемпионата включает 4 этапа на выносливость и 8 спринтерских. При этом спринтерские этапы, как правило, проводятся не для всех классов (например, этапы в Лайм-Рок и Виргинии проводятся только для автомобилей GT). Этапы на выносливость проходят на трассах:
- Дейтона (24 часа Дейтоны)
- Себринг (12 часов Себринга)
- Уоткинс-Глен (6 часов Уоткинс-Глена)
- Роуд-Атланта (Малый Ле-Ман; 10 часов)

## Победители

### Общий зачёт

#### Пилоты
| Сезон | Prototype                         | Prototype Challenge              | GT Le Mans                    | GT Daytona                          |                               |
| ----- | --------------------------------- | -------------------------------- | ----------------------------- | ----------------------------------- | ----------------------------- |
| 2014  | Жоан Барбоза Кристиан Фиттипальди | Джон Беннетт Колин Браун         | Куно Уиттмер                  | Дэйн Кэмерон                        |                               |
| 2015  | Жоан Барбоза Кристиан Фиттипальди | Джон Беннетт Колин Браун         | Патрик Пиле                   | Таунсенд Белл Билл Свидлер          |                               |
| 2016  | Дэйн Кэмерон Эрик Керрэн          | Алекс Попов Ренгер ван дер Занде | Оливер Гэвин Томми Милнер     | Алессандро Бальзан Кристина Нильсен |                               |
| 2017  | Джордан Тейлор Рики Тейлор        | Джеймс Френч Патрисио О’Уорд     | Антонио Гарсия Ян Магнуссен   | Алессандро Бальзан Кристина Нильсен |                               |
| 2018  | Эрик Керрэн Фелипе Наср           | Не проводился                    | Антонио Гарсия Ян Магнуссен   | Брайан Селлерс Мэдисон Сноу         |                               |
| Сезон | Daytona Prototype International   | Le Mans Prototype 2              | GT Le Mans                    | GT Daytona                          |                               |
| 2019  | Дэйн Кэмерон Хуан Пабло Монтойя   | Мэтт Макмерри                    | Эрл Бамбер Лауренс Вантор     | Марио Фарнбахер Трент Хиндмэн       |                               |
| 2020  | Рики Тейлор Элио Кастроневес      | Патрик Келли                     | Антонио Гарсия Джордан Тейлор | Марио Фарнбахер Мэтт Макмерри       |                               |
| Сезон | Daytona Prototype International   | Le Mans Prototype 2              | Le Mans Prototype 3           | GT Le Mans                          | GT Daytona                    |
| 2021  | Пипо Дерани Фелипе Наср           | Бен Китинг Миккель Йенсен        | Гэр Робинсон                  | Антонио Гарсия Джордан Тейлор       | Закари Робичон Лауренс Вантор |

### Команды
| Сезон | Prototype                       | Prototype Challenge              | GT Le Mans                 | GT Daytona                                 |                      |
| ----- | ------------------------------- | -------------------------------- | -------------------------- | ------------------------------------------ | -------------------- |
| 2014  | #5 Action Express Racing        | #54 CORE Autosport               | #93 SRT Motorsports        | #94 Turner Motorsport                      |                      |
| 2015  | #5 Action Express Racing        | #54 CORE Autosport               | #911 Porsche North America | #63 Scuderia Corsa                         |                      |
| 2016  | #31 Action Express Racing       | #8 Starworks Motorsport          | #4 Corvette Racing         | #63 Scuderia Corsa                         |                      |
| 2017  | #10 Wayne Taylor Racing         | #38 Performance Tech Motorsports | #3 Corvette Racing         | #63 Scuderia Corsa                         |                      |
| 2018  | #31 Whelen Engineering Racing   | Не проводился                    | #3 Corvette Racing         | #48 Paul Miller Racing                     |                      |
| Сезон | Daytona Prototype International | Le Mans Prototype 2              | GT Le Mans                 | GT Daytona                                 |                      |
| 2019  | #6 Acura Team Penske            | #52 PR1/Mathiasen Motorsports    | #912 Porsche GT Team       | #86 Meyer Shank Racing with Curb-Agajanian |                      |
| 2020  | #7 Acura Team Penske            | #52 PR1/Mathiasen Motorsports    | #3 Corvette Racing         | #86 Meyer Shank Racing with Curb-Agajanian |                      |
| Сезон | Daytona Prototype International | Le Mans Prototype 2              | Le Mans Prototype 3        | GT Le Mans                                 | GT Daytona           |
| 2021  | #31 Whelen Engineering Racing   | #52 PR1/Mathiasen Motorsports    | #74 Riley Motorsports      | #3 Corvette Racing                         | #9 Pfaff Motorsports |

### Производители
| Сезон | Prototype                       | GT Le Mans | GT Daytona  |
| ----- | ------------------------------- | ---------- | ----------- |
| 2014  | Chevrolet                       | Porsche    | Porsche     |
| 2015  | Chevrolet                       | Porsche    | Ferrari     |
| 2016  | Chevrolet                       | Chevrolet  | Audi        |
| 2017  | Cadillac                        | Chevrolet  | Ferrari     |
| 2018  | Cadillac                        | Ford       | Lamborghini |
| Сезон | Daytona Prototype International | GT Le Mans | GT Daytona  |
| 2019  | Acura                           | Porsche    | Lamborghini |
| 2020  | Acura                           | Chevrolet  | Acura       |
| 2021  | Cadillac                        | Chevrolet  | Porsche     |

### Michelin Endurance Cup

#### Пилоты
| Сезон | Prototype                                           | Prototype Challenge                        | GT Le Mans                     | GT Daytona                                  |                                    |
| ----- | --------------------------------------------------- | ------------------------------------------ | ------------------------------ | ------------------------------------------- | ---------------------------------- |
| 2014  | Жоан Барбоза Кристиан Фиттипальди                   | Джон Беннетт Колин Браун Джеймс Гью        | Михаэль Кристенсен Патрик Лонг | Таунсенд Белл Билл Свидлер                  |                                    |
| 2015  | Жоан Барбоза Кристиан Фиттипальди                   | Майк Гуаш Том Кимбер-Смит Эндрю Палмер     | Антонио Гарсия Ян Магнуссен    | Эл Картер Кэмерон Лоуренс                   |                                    |
| 2016  | Жоан Барбоза Кристиан Фиттипальди                   | Роберт Элон Хосе Гутьеррес Том Кимбер-Смит | Оливер Гэвин Томми Милнер      | Алессандро Бальзан Кристина Нильсен         |                                    |
| 2017  | Филипе Альбукерке Жоан Барбоза Кристиан Фиттипальди | Джеймс Френч Кайл Мэссон Патрисио О’Уорд   | Патрик Пиле Дирк Вернер        | Йерун Блекемолен Марио Фарнбахер Бен Китинг |                                    |
| 2018  | Эрик Керрэн Фелипе Наср                             | Не проводился                              | Джой Хэнд Дирк Мюллер          | Йерун Блекемолен Бен Китинг Лука Штольц     |                                    |
| Сезон | Daytona Prototype International                     | Le Mans Prototype 2                        | GT Le Mans                     | GT Daytona                                  |                                    |
| 2019  | Пипо Дерани Фелипе Наср Эрик Каррэн                 | Кэмерон Кэсселс Кайл Мэссон                | Райан Бриско Ричард Уэстбрук   | Йерун Блекемолен Бен Китинг Фелипе Фрага    |                                    |
| 2020  | Райан Бриско Ренгер ван дер Занде                   | Симон Труммер                              | Джон Эдвардс Йессе Крон        | Брайан Селлерс Мэдисон Сноу Кори Льюис      |                                    |
| Сезон | Daytona Prototype International                     | Le Mans Prototype 2                        | Le Mans Prototype 3            | GT Le Mans                                  | GT Daytona                         |
| 2021  | Александер Росси Филипе Альбукерке Рики Тейлор      | Бен Китинг Миккель Йенсен Скотт Хаффекер   | Гэр Робинсон Скотт Эндрюс      | Томми Милнер Ник Тэнди                      | Ян Хейлен Патрик Лонг Трент Хидман |